# Muztag Ata
Muztagh Ata ali Muztagata (ujgursko مۇز تاغ ئاتا, Музтағ Ата, latinizirano: ledeni očak; kitajsko: 慕士塔格峰; pinjin: Mùshìtǎgé Fēng; prej znan kot Tagharma ali Taghalma in Wi-tagh) je druga najvišja (7546 metrov) gora, ki tvori severni rob Tibetanske planote na Kitajskem (ne druga najvišja gora Tibetanske planote). Včasih se šteje za del gorovja Kunlun, čeprav je fizično tesneje povezan s Pamirjem. Zaradi položnega zahodnega pobočja in sorazmerno bolj suhega vremena Šindžjanga je tudi eden relativno lažjih sedemtisočakov na svetu za vzpenjanje, čeprav sta za uspeh ključnega pomena temeljita aklimatizacija in zelo močna fizična kondicija.

## Lokacija
Muztagh Ata leži južno od Kongur Tagha, najvišjega vrha tega nekoliko izoliranega pogorja, ki je ločeno od glavne verige Kunluna z veliko dolino reke Jarkand in tako na splošno vključeno v Vzhodni Pamir. Nedaleč severno in vzhodno od te skupine so nižine Tarimske kotline in puščava Takla Makan. Karakorumska avtocesta poteka zelo blizu obeh vrhov in jezera Karakul, s katerega je gora priročno razgledna. Najbližje mesto gori je Taškurgan, najzahodnejše mesto na Kitajskem in zelo blizu meje s Tadžikistanom in Pakistanom.

## Zgodovina
Po mnenju Michaela Witzela:
Rigveda omenja goro Mūjavant (»Imeti Mūjo«), od koder prihaja najboljša soma (obredna pijača). Pleme Muža najdemo tudi v Avesti na vzhodnem območju, ki ima vedska imena. Zdi se, da je ime preživelo kot impresivna 7549 metrov visoka gora Muzh Tagh Ata v deželah Kirgizistan in Sariqoli (Saka) v jugozahodnem Šindžjangu.
Švedski raziskovalec in geograf Sven Hedin je leta 1894 naredil prvi zabeležen poskus vzpona na Muztagh Ata. Na svoji prvi odpravi leta 1900 je Aurel Stein dosegel vrh med prečkanjem Karakorumskega prelaza. Dodatni poskusi so bili opravljeni v letih 1900, 1904 in 1947, zadnjega je ekipa Erica Shiptona in Billa Tilmana prišla zelo blizu vrha, a ju je zaradi mraza in globokega snega zavrnila.
Na vrh se je leta 1956 prvič povzpela velika skupina kitajskih in sovjetskih plezalcev (vključno z Liu Lianmanom in Xu Jingom), ki jih je vodil E.A. Beletskiy, preko zahodnega grebena, ki je zdaj standardna pot.
Od prvega vzpona je bilo opravljenih veliko vzponov na Muztagh Ata. Leta 1980 je skupina, ki jo je vodil Ned Gillette, naredila smučarski vzpon/spust po standardni progi, prvi smučarski vzpon na goro nad 7500 m. Vzpon na veliko težji jugovzhodni greben je bil opravljen leta 2000, sekundarna smer na zahodni strani gore pa je bila prvič preplezana poleti 2005. Leta 2011 je švedska plezalka Anneli Wester čez noč kampirala na vrhu po plezanje v gorah solo in alpski slog.
Slovenski alpinisti so Muztagh Ata osvojili že večkrat. 2. julij - 23. julij 2010 so smučali z vrha.